# ベチン
ベチン（ポルトガル語: Betim、ベティムとも）は、ブラジルのミナスジェライス州にある都市。州都ベロオリゾンテ都市圏に位置する。
ペトロブラスの石油精製施設やフィアット最大の工場が立地し、州のみならずブラジル全体の経済において重要な役割を果たしている。また、貧困地区で社会活動を行うサラン・ド・エンコントーロとミッサン・ラマクリスマという二つの団体を通しても国際的に知られる。